# Rosso Conero
Le Rosso Conero est un vin italien de la région des Marches doté d'une appellation DOC depuis le 20 octobre 1990. Seuls ont droit à la DOC les vins rouges récoltés à l'intérieur de l'aire de production définie par le décret.
Le vin rouge du type rosso répond à un cahier des charges moins exigeant que le Rosso Conero Riserva, essentiellement en relation avec le vieillissement et le titre alcoolique. Le riserva est en plus doté d'une appellation DOCG.

## Aire de production
Les vignobles autorisés se situent près du  Mont Conero en province d'Ancône dans les communes de Ancône, Offagna, Camerano, Sirolo, Numana et en partie dans les communes Castelfidardo et Osimo.

## Caractéristiques organoleptiques
- couleur : rouge rubis plus ou moins intense
- odeur : vineux, agráble
- saveur : sèche, harmonique, plein

Le Rosso Conero se déguste à une température comprise entre 15 et 17 °C. Il se garde 2 à 4 ans.

## Association de plats conseillée
Les viandes rouges grillées

## Production
Province, saison, volume en hectolitres :
- Ancône  (1990/91)  16099,05
- Ancône  (1991/92)  18463,0
- Ancône  (1992/93)  19711,05
- Ancône  (1993/94)  17128,0
- Ancône  (1994/95)  14479,0
- Ancône  (1995/96)  9928,01
- Ancône  (1996/97)  9892,04